# Hubert Johan Terheggen
Hubert Johan Terheggen (Zundert, 24 september 1872 – Amsterdam, 25 maart 1934) was een onderwijzer en politicus in Suriname.
Hij werd geboren als zoon van Petrus Cornelis Terheggen (1842-1895) en Johanna Anna Rock (1849-1936). Hij was onderwijzer in Bergen op Zoom en verhuisde in 1898 naar Harderwijk waar hij les ging geven op school C. Hij behaalde in 1905 de MO A-akte Frans. Terheggen werd in 1913 benoemd tot leraar van de Hendrikschool in Paramaribo. Bovendien heeft hij lesgegeven op de normaalschool aldaar.
Daarnaast was Terheggen meerdere jaren actief in de politiek. Bij de parlementsverkiezingen van 1920 werd hij verkozen tot lid van de Koloniale Staten. Begin 1926 keerde hij terug naar Nederland waarna hij zich vestigde in Amsterdam.
Daar overleed hij in 1934 op 61-jarige leeftijd.